# El primer duelo (Bouguereau)
El primer duelo es el nombre que recibe tradicionalmente en español la obra Premier Deuil de William-Adolphe Bouguereau y así figura en el museo donde se encuentra, si bien algunos autores lo llaman "El despertar de la tristeza". Se trata de un óleo sobre tela, mide 203 cm por 252 cm, fue realizado en 1888, y se encuentra en el Museo Nacional de Bellas Artes de Buenos Aires. Su título original está en francés, y significa literalmente "el primer duelo".

## Descripción
La obra describe el momento en el que Adán y Eva han descubierto el cadáver de su hijo Abel, asesinado por Caín. Según la historia bíblica se trataría de la primera muerte humana.
William-Adolphe Bouguereau había sufrido recientemente la pérdida de su segundo hijo cuando pintó esta obra. Uno de los usos históricos de esta obra es su inclusión en el Fotodrama de la Creación, película pionera del cine sonoro producida por Charles Taze Russell.